# 森千晃
森 千晃（もり ちあき、6月19日 - ）は、日本の女性声優。栃木県出身。81プロデュース所属。

## 略歴
2012年4月1日付で81プロデュースに所属。

## 人物
趣味・特技は歌、プログラミング。

## 出演
太字はメインキャラクター。

### テレビアニメ
2010年
- 探偵オペラ ミルキィホームズ

2011年
- メタルファイト ベイブレード シリーズ  - 2シリーズ

2012年
- CØDE:BREAKER（子供）
- ヨルムンガンド PERFECT ORDER（女性）

2013年
- アイカツ!（2013年 - 2014年、そらのママ、インタビュアー、記者1、先生）
- ガリレイドンナ（コンスタンス）
- ぎんぎつね（瀬戸祥奈）
- サーバント×サービス（職員、お客）
- ステラ女学院高等科C3部（菜央、校内放送、女子B）
- ドラえもん（テレビ朝日版第2期）（ピッチャー、男の子B、主婦2）
- 名探偵コナン（2013年 - 2014年、男の子、伊藤美帆）

2014年
- ウィザード・バリスターズ 弁魔士セシル（遠藤啓子）
- 少年ハリウッド（2014年 - 2015年、佐伯唯） - 2シリーズ
- ハナヤマタ（おばさま、旅館のお客さん）

2015年
- アイドルマスター シンデレラガールズ（みりあの母）
- うたわれるもの 偽りの仮面（住民）
- 終物語（クラスメイト）
- かみさまみならい ヒミツのここたま（2015年 - 2017年、繋光弘、島村ゆい、横山なぎさ、ヨセップ、サチコ 他）
- 境界のRINNE（2015年 - 2016年、女子生徒C、A子） - 2シリーズ
- 血界戦線（先生）
- ゴー!ゴー!キッチン戦隊クックルン（コゲオ 他）
- ゴッドイーター（モニター音声）
- 実は私は（ももちゃん）
- ジョジョの奇妙な冒険 スターダストクルセイダース（老婆）

2016年
- 斉木楠雄のΨ難（女性D）
- ドリフェス!（おばあちゃん）
- ベルセルク（難民）

2017年
- エルドライブ【ēlDLIVE】（老婆）
- TRICKSTER -江戸川乱歩「少年探偵団」より-（山根若菜）
- アイカツスターズ!（おばあさん）
- 神撃のバハムート VIRGIN SOUL（男の子、竜族の男子）

2018年
- メジャーセカンド（南陽ライオンズ 菅原和気）
- ラディアン（2018年 - 2019年、タジの妹、ハンス）

2020年
- へやキャン△（外国人女性）
- むかしばなしのおへや 〜伝えたい日本昔話〜（雲の子、ねずみどん、きつねどん）

2021年
- 大正オトメ御伽話（志磨透子、太）

2022年
- ふしぎ駄菓子屋 銭天堂（2022年 - 2024年、滝宮翔）

2023年
- アイドルマスター シンデレラガールズ U149（みりあ母）

2024年
- ゆるキャン△ SEASON3（駅員）
- 俺は全てを【パリイ】する 〜逆勘違いの世界最強は冒険者になりたい〜（魔竜）

2025年
- 薬屋のひとりごと（女官）

### 劇場アニメ
- ハーモニー（2015年、御冷レイコ[7]）

### OVA
- CØDE:BREAKER（2013年、女の子） - コミックス第23巻DVD付き限定版

### Webアニメ
- 暗黒家族 ワラビさん[8]（2021年、その他女性）

### ゲーム
- 俺タワー -Over Legend Endless Tower-（2014年、パイロン[9]、モルタルミキサー、トラッククレーン、ホイールドーザー[10]）
- クイズRPG 魔法使いと黒猫のウィズ（2015年、イザヴェリ・ヘイズ）
- ビーナスイレブンびびっど!（2015年、我妻よしの[11]）
- あんさんぶるガールズ!!（2016年、八壁ひかる[12]）
- ファイナルファンタジーVII リメイク（2020年）
- The Last of Us Part II（2020年、瘢痕女性）
- 戦国RENKA ズーム!（2020年、柳生十兵衛[13]、上杉景勝）
- ファイナルファンタジーVII リバース（2024年）
- ユニコーンオーバーロード（2024年、傭兵（タイプE）/ NPC）
- Library of Ruina（2024年、ビナー[14]）

### ドラマCD
- ドラマCD 仮面ライダー剣 -切り札の行方-（2015年、女の子）
- THE IDOLM@STER THE@TER CHALLENGE 03（2020年、ラジオアナウンサー）

### BLCD
- たおやかな真情（2012年、アイン・ブラックマン）
- 虎穴ダイニング（2014年、ミチカ[15]）
- 残酷な揺り籠（2014年、設楽妃沙子）

### 音楽CD
- アイドル八犬伝☆ホエホエとらっくす（2011年、ホエホエックス）

### オーディオブック
- スクラップ・アンド・ビルド（2015年、鈴江）
- 空飛ぶ卵の右舷砲 1 - 2（2019年 - 2022年、モズ 他[16][17]）
- デスマーチからはじまる異世界狂想曲（2022年 -）

### 吹き替え

#### 担当俳優
アナ・ケンドリック
- 新しい夫婦の見つけ方（2015年、アリシア）
- 密航者（2021年、ゾーイ）
- アイズ・オン・ユー（2024年、シェリル）

#### 映画
2012年
- トパーズ（ミシェル・デベロウ）※ソフト版

2013年
- ダークウォーター 奪われた水の真実（フランシスコの娘）
- チャ刑事（ショーMC）
- ロンドンゾンビ紀行（支店長）

2014年
- キック・アス/ジャスティス・フォーエバー（ハーロー）
- NO ONE LIVES ノー・ワン・リヴズ（ベティ〈ローラ・ラムジー〉）
- バック・トゥ・ザ・フューチャー（ミルトン〈ジェイソン・ハーヴェイ〉）※BSジャパン版
- プレイス・ビヨンド・ザ・パインズ/宿命（生徒指導新）
- マジック・マイク（リズ〈ケイト・イーストン〉）

2015年
- 新しい夫婦の見つけ方（ジュード）
- トゥモローランド（ニュースキャスター）
- ジュラシック・ワールド（空港アナ）※劇場公開版
- プールサイド・デイズ（ケイティ）

2016年
- アサイラム 監禁病棟と顔のない患者たち
- ゲルニカ（マルタ・フォニール〈イングリッド・ガルシア・ジョンソン〉）
- サイバー・ストーカー（エマのママ〈ケイリー・ヴァーノフ〉）
- コンビニ・ウォーズ バイトJK VS ミニナチ軍団（コリーン・マッケンジー〈ハーレイ・クイン・スミス〉）
- その女諜報員 アレックス（ペニー・フラー〈リー＝アン・サマーズ〉）
- チャッピー（リポーター女）
- ブラフマン・ナーマン ～性春のファイナルアンサー～（ナマンの母）
- リトル・バード 164マイルの恋（ボニー・ミューラー〈ケイト・ボスワース〉）

2017年
- クロッシング・マインド 消えない銃声（ジョアン〈マーヤ・ルドルフ〉）

2018年
- IT/イット “それ”が見えたら、終わり。（グレッタ〈メーガン・シャルパンティエ〉）
- タイタン
- ハングマン（クリスティ・デイヴィス〈ブリタニー・スノウ〉）

2019年
- IT/イット THE END “それ”が見えたら、終わり。（少年期のグレッタ）

2020年
- 最'新'絶叫計画（シンディ・キャンベル〈アンナ・ファリス〉）※Netflix版
- 幸せへのまわり道（アンドレア・ボーゲル〈スーザン・ケレチ・ジャクソン〉）
- スターガール（テス〈アナチェスカ・ブラウン〉）

2021年
- トゥモロー・ウォー（ミューリ少女時代〈ライアン・キエラ・アームストロング〉）
- レッド・ノーティス（ダス捜査官〈リトゥ・アリヤ〉）

2022年
- イン・ビトゥイーン（サルキシャン）
- キャメラを止めるな!（ロミー〈シモーヌ・アザナヴィシウス〉）
- X エックス（マキシーン〈ミア・ゴス〉）
- ナイル殺人事件（ジャクリーン〈エマ・マッキー〉）

2023年
- パーフェクト・ドライバー/成功確率100%の女（チャン・ウナ〈パク・ソダム〉）
- Pearl パール（パール〈ミア・ゴス〉）
- スパイキッズ:アルマゲドン（ノラ・トレーズ〈ジーナ・ロドリゲス〉）

2024年
- パリタクシー（若き日のマドレーヌ〈アリス・イザーズ〉）

2025年
- いつか笑いあえるなら（アンゲラ〈ローラ・ザコフ〉）
- エクステリトリアル（イリーナ / キラ〈レラ・アボヴァ〉）
- オントラック ～つまずき人生を変える方法～（マデレーン〈イドゥン・ダーエ・アルスタッド〉）
- エミリア・ペレス（ジェシー・デル・モンテ〈セレーナ・ゴメス〉）

#### ドラマ
2010年
- NCIS:LA 〜極秘潜入捜査班（エイミー / ジョハンナ）

2012年
- PERSON of INTEREST 犯罪予知ユニット（アンバー）
- HOMELAND（ステーシー）
- ボディ・オブ・プルーフ 死体の証言（ヘザー）
- リベンジ（赤毛の学生）

2013年
- ウォーキング・デッド シーズン4〜11（タラ・チャンブラー〈アラナ・マスターソン〉）
- お金の化身（チョン・ジフ〈チェ・ヨジン〉）

2014年
- スーパーナチュラル シーズン8（女）
- 星から来たあなた（チョン・ソンイ〈チョン・ジヒョン〉）
- マンハッタンに恋をして 〜キャリーの日記〜（バーバラ）

2015年
- ウェントワース女子刑務所（フランキー・ドイル〈ニコール・ダ・シルバ〉）
- ドクター・フー ニュー・ジェネレーション（ヴァストラ）
- オレンジ・イズ・ニュー・ブラック（ポリー・ハーパー〈マリア・ディッジア〉）

2017年
- アメリカン・ゴシック 〜偽りの一族〜（ジャック・ホーソーン〈ガブリエル・ベイトマン〉）
- ARROW/アロー シーズン5（イブリン・シャープ〈マディソン・マクラフリン）〉）
- アンという名の少女（ルビー・ギリス、ミニー・メイ・バリー）
- クワンティコ/FBIアカデミーの真実（シェルビー・ワイアット〈ジョアンナ・ブラッティ）〉）
- 大恐竜時代へGO!!GO!!（ジェニー）
- やりすぎ配信! ビザードバーク（フランキー〈マディソン・フー〉）

2018年
- FBI: 特別捜査班
- 伝説の魔女～愛を届けるベーカリー〜（ボギョン）
- ドクター・フー シーズン10（ビル・ポッツ〈パール・マッキー〉）
- BULL/ブル2 法廷を操る男 ＃11（ジェマ）

2019年
- YOU－君がすべてー シーズン2（ルーシー〈マリエル・スコット〉）

2020年
- リトル・ファイアー〜彼女たちの秘密（レクシー・リチャードソン〈ジェイド・ペティジョン〉）

2023年
- デッドロック 〜女刑事の事件簿〜（スカイ・オドワイヤー〈ホリー・オースティン〉）
- ファンタスティック5 情熱のパラアスリート（マルツィア〈フィオレンツァ・ダントーニオ〉）
- ドクターフー: スター・ビースト（ケイト・スチュワート）
- Why Women Kill 〜ファビュラスな女たち〜 シーズン2（ディー・フィルコット〈B・K・キャノン〉）

2024年
- WOLF －殺人鬼の狂宴－（リンカーン〈シアン・リース＝ウィリアムズ〉）
- 三体（タチアナ〈マーロ・ケリー〉）

2025年
- エテルナウタ（インガ〈オリアンナ・カルデナス〉

#### アニメ
- アルティメット・スパイダーマン（コンピューター）
- 怪奇ゾーン グラビティフォールズ（キャンディー）
- きかんしゃトーマス（女の子、男の子、マリオン、見学者B、先生、女性、駅アナウンス、トップハム・ハット卿のお母さんの友人、アルバートの奥様、聖歌隊、ヌール・ジャハーン、乗客）
  - きかんしゃトーマス 勇者とソドー島の怪物（マリオン）
  - きかんしゃトーマス 探せ!!謎の海賊船と失われた宝物（マリオン）
  - きかんしゃトーマス とびだせ!友情の大冒険（フランキー）※予告編とU-NEXT版のみ担当
  - きかんしゃトーマス Go!Go!地球まるごとアドベンチャー（マリオン、アルバートの奥様）
- ズーとたのしいシマウマかぞく（エルジー）
- ドックはおもちゃドクター（バレン）
- プレーンズ2/ファイアー&レスキュー（コスプレ少女）
- ベイマックス ザ・シリーズ（リチャードソン・モール）
- リメンバー・ミー（出国係官）
- ストロベリー・ショートケーキとベリー 沼の怪物 (ストロベリー・ショートケーキ)

### ボイスオーバー
- 伊藤英明の大シベリア
- 障害を抱きしめて
- 世界ふれあい街歩き カサブランカ（モロッコ）
- 日立 世界・ふしぎ発見!
- ヨーロッパいちばん旅行記

### テレビ番組
- NHK高校講座 美術Ⅰ（2021年版、天の声）
- スッキリウスのひらめき（吹き替え）

### 舞台
- 81PRODUCE Presents若手リーディング公演　声瞬-SEISHUN-[36]
  - 猿飛佐助（膳所の十六）
  - ラジオドラマのためのエチュード ひめゆりの塔（ハル、生徒、信子の兄弟）

### シリーズ一覧
1. ↑  第2シーズン『爆』（2011年）、第3シーズン『4D』（2011年）
2. ↑  第1期『-HOLLY STAGE FOR 49-』（2014年）、第2期『HOLLY STAGE FOR 50-』（2015年）
3. ↑  第1シリーズ（2015年）、第2シリーズ（2016年）